# Кубок європейських чемпіонів 1962—1963
Кубок європейських чемпіонів 1962—1963 — 8-й сезон Кубка європейських чемпіонів, головного європейського клубного турніру.

### Перший раунд
| Команда 1         | Заг.    | Команда 2             | 1-й матч | 2-й матч |
| ----------------- | ------- | --------------------- | -------- | -------- |
| Мілан             | 14:0    | Уніон (Люксембург)    | 8:0      | 6:0      |
| Флоріана          | 1:14    | Іпсвіч Таун           | 1:4      | 0:10     |
| Динамо (Бухарест) | 1:4     | Галатасарай (Стамбул) | 1:1      | 0:3      |
| Полонія (Битом)   | 6:2     | Панатінаїкос (Афіни)  | 2:1      | 4:1      |
| ЦДНА (Софія)      | 6:2     | Партизан (Белград)    | 2:1      | 4:1      |
| Реал Мадрид       | 3:4     | Андерлехт (Брюссель)  | 3:3      | 0:1      |
| Шелбурн (Дублін)  | 1:7     | Спортінг (Лісабон)    | 0:2      | 1:5      |
| Данді             | 8:5     | Кельн                 | 8:1      | 0:4      |
| Серветт (Женева)  | 4:4 1:3 | Феєноорд (Роттердам)  | 1:3      | 3:1      |
| Фредрікстад       | 1:11    | Вашаш (Будапешт)      | 1:4      | 0:7      |
| Аустрія (Відень)  | 7:3     | ГІФК (Гельсінкі)      | 5:3      | 2:0      |
| Форвертс (Берлін) | 0:4     | Дукла (Прага)         | 0:3      | 0:1      |
| Лінфілд (Белфаст) | 1:2     | Есб'єрг               | 1:2      | 0:0      |
| Норрчепінг        | 3:1     | Партизані (Тирана)    | 2:0      | 1:1      |

### Другий раунд
| Команда 1             | Заг.    | Команда 2            | 1-й матч | 2-й матч |
| --------------------- | ------- | -------------------- | -------- | -------- |
| Мілан                 | 4:2     | Іпсвіч Таун          | 3:0      | 1:2      |
| Галатасарай (Стамбул) | 4:2     | Полонія (Битом)      | 4:1      | 0:1      |
| ЦДНА (Софія)          | 2:4     | Андерлехт (Брюссель) | 2:2      | 0:2      |
| Спортінг (Лісабон)    | 2:4     | Данді                | 1:0      | 1:4      |
| Феєноорд (Роттердам)  | 3:3 1:0 | Вашаш (Будапешт)     | 1:1      | 2:2      |
| Аустрія (Відень)      | 3:7     | Реймс                | 3:2      | 0:5      |
| Есб'єрг               | 0:5     | Дукла (Прага)        | 0:0      | 0:5      |
| Норрчепінг            | 2:6     | Бенфіка (Лісабон)    | 1:1      | 1:5      |

### Чвертьфінали
| Команда 1             | Заг. | Команда 2            | 1-й матч | 2-й матч |
| --------------------- | ---- | -------------------- | -------- | -------- |
| Галатасарай (Стамбул) | 1:8  | Мілан                | 1:3      | 0:5      |
| Андерлехт (Брюссель)  | 2:6  | Данді                | 1:4      | 1:2      |
| Реймс                 | 1:2  | Феєноорд (Роттердам) | 0:1      | 1:1      |
| Бенфіка (Лісабон)     | 2:1  | Дукла (Прага)        | 2:1      | 0:0      |

### Півфінали
| Команда 1            | Заг. | Команда 2         | 1-й матч | 2-й матч |
| -------------------- | ---- | ----------------- | -------- | -------- |
| Мілан                | 5:2  | Данді             | 5:1      | 0:1      |
| Феєноорд (Роттердам) | 1:3  | Бенфіка (Лісабон) | 0:0      | 1:3      |

### Фінал
| 22 травня 1963 |

| Мілан             | 2:1 | Бенфіка (Лісабон) |
| ----------------- | --- | ----------------- |
| Алтафіні 58', 69' |     | Еусебіу 19'       |

| Вемблі, Лондон Глядачів: 45 715 Арбітр: Артур Голланд |